# 수애
수애(본명: 박수애, 1979년 9월 16일 ~ )는 대한민국의 배우이다.

## 경력
1999년 KBS 드라마《학교 2》로 정식 연기자로 데뷔했고 그 뒤 MBC 주말연속극 맹가네 전성시대에서 베일 속의 여인 허주연 역을 맡으며 비중있는 조연으로 자리잡았는데 한때 4인조 여성그룹으로 데뷔할 예정이었으나 이들을 관리하는 연예기획사 사정 탓인지  무산됐다. 2달 후 MBC 월화드라마 러브레터에서 여의사 역으로 첫 주연을 맡았다.
영화에서는 2004년 영화 《가족》으로 스크린에 데뷔하였고, 2008년 영화 《님은 먼 곳에》에서 베트남 전쟁에 파병 간 남편(엄태웅 분)을 찾으러 간 순이 역을 연기하여 대종상, 영평상, 부일영화상, 황금촬영상 여우주연상을, 2010년 작품 심야의 FM으로 청룡영화상, 대한민국대학영화제 여우주연상을 수상했다.
2005년 《나의 결혼 원정기》에서 탈북자 출신의 통역관을 연기하였고, 2016년 영화 《국가대표 2》에서도 탈북자 출신의 아이스하키 선수를 연기하였다.

## 학력
- 서울구암초등학교 (졸업)
- 당곡중학교 (졸업)
- 경기여자상업고등학교 (졸업)
- 사이버한국외국어대학교 영어학부 실용영어전공 (졸업)

## 작품 목록

### 드라마
| 연도    | 제목                               | 역할          | 비고      |
| ------- | ---------------------------------- | ------------- | --------- |
| 1999    | 《학교 2》                         | 불량학생      | 10회 출연 |
| 2002    | 《MBC 베스트극장-짝사랑》          | 한서희        | 단막극    |
| 2002    | 《MBC 베스트극장-엽기발랄 홍선생》 | 서지은/미미   | 단막극    |
| 2002~03 | 《맹가네 전성시대》                | 허주연        |           |
| 2003    | 《러브레터》                       | 조은하        |           |
| 2003    | 《MBC 베스트극장-빗속의 여인》     | 오윤화        | 단막극    |
| 2003~04 | 《회전목마》                       | 성진교        |           |
| 2004    | 《4월의 키스》                     | 송채원        |           |
| 2004~05 | 《해신》                           | 김정화        |           |
| 2007    | 《9회말 2아웃》                    | 홍난희        |           |
| 2010~11 | 《아테나: 전쟁의 여신》            | 윤혜인        |           |
| 2011    | 《천일의 약속》                    | 이서연        |           |
| 2013    | 《야왕》                           | 주다해        |           |
| 2015    | 《가면》                           | 변지숙/서은하 |           |
| 2016    | 《우리집에 사는 남자》             | 홍나리        |           |
| 2021    | 《공작도시》                       | 윤재희        |           |

### 예능
| 연도                             | 제목                                    | 비고                                    |
| -------------------------------- | --------------------------------------- | --------------------------------------- |
| 1999년 11월 26일 금요일          | 《TV는 사랑을 싣고》                    | 코미디언 (故)이주일의 첫사랑 역         |
| 2004년 8월 23일 월요일           | 《전파견문록》                          | 영화 《가족》에서 배우 주현과 함께 출연 |
| 2004년 8월 26일 목요일           | 《해피투게더 책가방 토크, 쟁반 노래방》 | 영화 《가족》에서 배우 주현과 함께 출연 |
| 2013년 7월 28일 ~ 2013년 8월 4일 | 《1박 2일》                             | 게스트 (303회/304회)                    |
| 2016년 7월 31일                  | 《런닝맨》                              | 게스트(310회)                           |

### 영화
| 연도 | 제목                  | 역할             | 비고 |
| ---- | --------------------- | ---------------- | ---- |
| 2004 | 《가족》              | 이정은           |      |
| 2005 | 《나의 결혼 원정기》  | 김라라           |      |
| 2006 | 《그해 여름》         | 서정인           |      |
| 2008 | 《님은 먼 곳에》      | 순이/써니        |      |
| 2009 | 《불꽃처럼 나비처럼》 | 민자영(명성황후) |      |
| 2010 | 《심야의 FM》         | 고선영           |      |
| 2011 | 《아테나: 더 무비》   |                  |      |
| 2013 | 《감기》              | 김인해           |      |
| 2016 | 《국가대표 2》        | 리지원           |      |
| 2018 | 《상류사회》          | 오수연           |      |

## 수상 및 후보
| 연도 | 시상식                                 | 부문                             | 작품                | 결과 |
| ---- | -------------------------------------- | -------------------------------- | ------------------- | ---- |
| 2003 | MBC 연기대상                           | 여자 신인연기상                  | 러브레터, 회전목마  | 수상 |
| 2003 | MBC 연기대상                           | 여자 인기상                      | 러브레터, 회전목마  | 후보 |
| 2003 | MBC 연기대상                           | 베스트 커플상 (with 조현재)      | 러브레터            | 후보 |
| 2004 | 제25회 청룡영화상                      | 신인여우상                       | 가족                | 수상 |
| 2004 | 제3회 대한민국 영화대상                | 신인여우상                       | 가족                | 수상 |
| 2004 | 제7회 디렉터스 컷 시상식               | 올해의 여자 신인연기자상         | 가족                | 수상 |
| 2004 | 씨네21 영화상                          | 올해의 여자신인배우              | 가족                | 수상 |
| 2005 | 제3회 CGV 관객이 뽑은 올해의 영화상    | 올해의 신인여자배우상            | 가족                | 수상 |
| 2005 | 제2회 맥스무비 최고의 영화상           | 최고의 여자배우상                | 가족                | 수상 |
| 2005 | 제41회 백상예술대상                    | 영화부문 여자 신인연기상         | 가족                | 수상 |
| 2005 | 제42회 대종상                          | 신인여우상                       | 가족                | 후보 |
| 2005 | KBS 연기대상                           | 여자 우수연기상                  | 해신                | 수상 |
| 2005 | KBS 연기대상                           | 베스트 커플상 (with 송일국)      | 해신                | 수상 |
| 2005 | KBS 연기대상                           | 베스트 커플상 (with 최수종)      | 해신                | 후보 |
| 2006 | 제2회 프리미어 라이징 스타 어워즈      | 여우주연상                       | 나의 결혼 원정기    | 후보 |
| 2007 | 제15회 이천춘사대상영화제              | 여우주연상                       | 그해 여름           | 후보 |
| 2007 | 제1회 대한민국 방송광고 페스티벌       | 베스트 커플상 (with 장동건)      | "맥심"              | 수상 |
| 2008 | 제4회 프리미어 라이징 스타 어워즈      | 여우주연상                       | 님은 먼 곳에        | 수상 |
| 2008 | 제17회 부일영화상                      | 여우주연상                       | 님은 먼 곳에        | 수상 |
| 2008 | 제28회 한국영화평론가협회상            | 여우주연상                       | 님은 먼 곳에        | 수상 |
| 2008 | 제29회 청룡영화상                      | 여우주연상                       | 님은 먼 곳에        | 후보 |
| 2008 | 제28회 올해의 최우수 예술가상 시상식   | 영화부문 최우수 예술가상         | 님은 먼 곳에        | 수상 |
| 2008 | 제31회 황금촬영상                      | 최우수 인기여우상                | 님은 먼 곳에        | 수상 |
| 2009 | 제45회 백상예술대상                    | 영화부문 여자 최우수연기상       | 님은 먼 곳에        | 후보 |
| 2009 | 제46회 대종상                          | 여우주연상                       | 님은 먼 곳에        | 수상 |
| 2009 | 제17회 대한민국문화연예대상            | 영화부문 여자 최우수연기상       | 님은 먼 곳에        | 수상 |
| 2010 | 제47회 저축의 날 기념식                | 국무총리 표창                    | 빈칸                | 수상 |
| 2010 | 제31회 청룡영화상                      | 여우주연상 (윤정희와 공동수상)   | 심야의 FM           | 수상 |
| 2010 | 제6회 대한민국 대학영화제              | 여우주연상                       | 심야의 FM           | 수상 |
| 2011 | 제8회 맥스무비 최고의 영화상           | 최고의 여자배우상                | 심야의 FM           | 후보 |
| 2011 | 제47회 백상예술대상                    | 영화부문 여자 최우수연기상       | 심야의 FM           | 후보 |
| 2011 | 제15회 부천국제판타스틱영화제          | 액터스 어워드                    | 빈칸                | 수상 |
| 2011 | 제27회 코리아 베스트드레서 스완 어워드 | 코리아 베스트드레서 영화배우부문 | 빈칸                | 수상 |
| 2011 | SBS 연기대상                           | 특별기획부문 여자 우수연기상     | 아테나: 전쟁의 여신 | 후보 |
| 2011 | SBS 연기대상                           | 특별기획부문 여자 최우수연기상   | 천일의 약속         | 수상 |
| 2011 | SBS 연기대상                           | 10대 스타상                      | 천일의 약속         | 수상 |
| 2012 | 제48회 백상예술대상                    | TV부문 여자 최우수연기상         | 천일의 약속         | 후보 |
| 2012 | 제5회 코리아 드라마 어워즈             | 여자 최우수연기상                | 천일의 약속         | 후보 |
| 2013 | 제2회 대한민국 나눔봉사대상            | 소외계층봉사부문                 | 빈칸                | 수상 |
| 2013 | 제7회 Mnet 20's Choice                 | 20's 드라마 스타 여자부문        | 야왕                | 후보 |
| 2013 | 제6회 코리아 드라마 어워즈             | 여자 우수연기상                  | 야왕                | 후보 |
| 2013 | 제2회 에이판 스타 어워즈               | 여자 최우수연기상                | 야왕                | 후보 |
| 2013 | SBS 연기대상                           | 중편드라마부문 여자 최우수연기상 | 야왕                | 후보 |
| 2015 | 제4회 에이판 스타 어워즈               | 중편드라마부문 여자 최우수연기상 | 가면                | 후보 |
| 2015 | 제28회 그리메상                        | 최우수 여자연기자상              | 가면                | 수상 |
| 2015 | SBS 연기대상                           | 베스트 커플상 (with 주지훈)      | 가면                | 후보 |
| 2016 | KBS 연기대상                           | 미니시리즈부문 여자 우수연기상   | 우리집에 사는 남자  | 후보 |
| 2017 | 제1회 한국시나리오작가협회상           | 여우주연상                       | 국가대표 2          | 수상 |
| 2018 | 제2회 더 서울 어워즈                   | 영화부문 여자인기상              | 상류사회            | 후보 |
| 2018 | 제7회 대한민국 베스트 스타상           | 베스트 주연상                    | 상류사회            | 수상 |